# Pelugo
Pelugo (Pilùch in dialetto trentino) è un comune italiano di 387 abitanti della provincia autonoma di Trento.

## Geografia fisica
Situato in Val Rendena, nei pressi dell'imbocco della Valle di Borzago che sale al ghiacciaio del Carè Alto a breve distanza dalla Val Genova e dal ghiacciaio del Lares. Il territorio è tipicamente alpino e di interesse ambientale.

## Storia
Pelugo è un antico paese dominato dal castelliere preistorico di San Zeno. Sul piano a sud est si trovavano i casolari di Arena, nominati nel 1364, probabilmente distrutti da un'alluvione. Il paese fu ricostruito dopo l'incendio del 4 marzo 1922 e vive l'operoso benessere della Rendena.
Nel 1928, durante il periodo fascista, il comune di Pelugo insieme a quello di Darè, è stato soppresso ed aggregato a quello di Vigo Rendena. Successivamente, nel 1946 tutti i comuni sono stati ricostituiti e tornati ad essere autonomi.

### Simboli
Lo stemma e il gonfalone sono stati approvati con deliberazione della Giunta provinciale del 15 giugno 1984, n. 4976.
Gonfalone

## Monumenti e luoghi d'interesse
- Chiesa cimiteriale di Sant'Antonio Abate, che conserva affreschi del Quattrocento di Cristoforo I Baschenis, appartenente alla famosa famiglia di pittori itineranti bergamaschi.
- Chiesa parrocchiale di San Zeno.
- Chiesetta di Baltarino "Baltarin" per l'adorazione alla Madonna.
- Cappella di San Zeno, chiesetta del 1743 situata sul monte Calvario, 15ª stazione della Via Crucis.[7]
- Chiesetta sul monte Carè Alto, nelle vicinanze del rifugio Carè Alto.
- Monumento ai caduti della prima guerra mondiale dove nei pressi è presente un cannone Škoda recuperato nei pressi della vedretta di Niscli.

## Società

### Evoluzione demografica
Abitanti censiti

## Economia
Attività tradizionali sono l'industria del legname, della seta, l'artigianato del ferro battuto (fucine sul Bedù) e la torchiatura dell'olio di noce.

## Amministrazione
| Periodo | Periodo   | Primo cittadino      | Partito      | Carica  | Note |
| ------- | --------- | -------------------- | ------------ | ------- | ---- |
| 1991    | 1994      | Riccardo Chiodega    | lista civica | Sindaco |      |
| 1994    | 1995      | Armando Ongari       | lista civica | Sindaco |      |
| 1995    | 2010      | Silvano Campidelli   | lista civica | Sindaco |      |
| 2010    | 2015      | Stefano Pietro Galli | lista civica | Sindaco |      |
| 2015    | 2025      | Mauro Chiodega       | lista civica | Sindaco |      |
| 2025    | in carica | Paola Chiodega       | lista civica | Sindaco |      |